# چاملیجا (مرزیفون)
چاملیجا (به ترکی استانبولی: Çamlıca) یک منطقهٔ مسکونی در ترکیه است که در مرزیفون واقع شده‌است.